# 华阳洞摩崖石刻
华阳洞摩崖石刻，位于江苏省镇江市句容市，是中华人民共和国江苏省文物保护单位之一。
2006年6月5日，授予江苏省文物保护单位，是一座石窟寺及石刻。